# Adam Walanus
Adam Walanus (ur. 6 kwietnia 1952) – polski naukowiec i fotograf; geolog, fizyk, analityk danych, statystyk i programista, profesor nauk o Ziemi, wykładowca Akademii Górniczo-Hutniczej w Krakowie.

## Życiorys

### Wczesne lata
Wychował się w Tarnowskich Górach, gdzie ukończył szkołę podstawową, a następnie w 1971 roku II Liceum Ogólnokształcące im. Stanisława Staszica.

### Działalność zawodowa-naukowa
W 1976 roku ukończył studia fizyczno-techniczne na Wydziale Matematyczno-Fizycznym Politechniki Śląskiej w Gliwicach, uzyskując z wyróżnieniem stopień magistra na podstawie pracy Rozkład prawdopodobieństwa ilorazu zliczeń mionów w liczniku proporcjonalnym. W tym samym roku podjął pracę w Zakładzie Zastosowań Radioizotopów Instytutu Fizyki Politechniki Śląskiej, gdzie w latach 1976–1984 był zatrudniony jako asystent, a w latach 1984–1998 jako adiunkt.
W 1983 roku uzyskał stopień naukowy doktora w Instytucie Fizyki i Techniki Jądrowej Akademii Górniczo-Hutniczej w Krakowie na podstawie pracy Obiektywizacja pomiaru w datowaniach metodą 14C. W latach 1986–1989 pracował na pół etatu w Instytucie Botaniki Polskiej Akademii Nauk w Krakowie, na stanowisku konsultanta i później starszego specjalisty.
W latach 1990–1998 prowadził samodzielną działalność gospodarczą wykonując usługi komputerowe, oprogramowanie i analizę danych, w większości dla instytucji naukowych. Pracował też w prywatnych przedsiębiorstwach jako analityk-projektant w zakresie oprogramowania pomiarowego i statystycznego sterowania jakością oraz jako konsultant w dziale technicznym. W latach 1999–2000 prowadził wykłady ze statystyki i obsługi komputera w policealnej Szkole Bankowości i Finansów w Krakowie.
W 2002 roku na Wydziale Geologii Geofizyki i Ochrony Środowiska AGH uzyskał stopień doktora habilitowanego na podstawie pracy Istotność statystyczna wniosków z analiz ilościowych na przykładzie badań górnego czwartorzędu. W latach 2003–2006 wykładał na Uniwersytecie Rzeszowskim, gdzie uzyskał stanowisko profesora nadzwyczajnego. Do 2004 pracował tam w Instytucie Archeologii, a następnie w Instytucie Techniki Wydziału Matematyczno-Przyrodniczego UR.
W 2007 roku objął stanowisko profesora nadzwyczajnego Akademii Górniczo-Hutniczej w Krakowie, na Wydziale Geologii Geofizyki i Ochrony Środowiska. W 2014 roku uzyskał tytuł profesora nauk o Ziemi. W marcu 2019 roku został wybrany na członka Komisji Filozofii Nauk Polskiej Akademii Umiejętności, kierowanej przez Michała Hellera.
W pracy badawczej specjalizuje się w analizie danych i metodach statystycznych w naukach przyrodniczych. Współuczestniczył w budowie aparatury pomiarowej Gliwickiego Laboratorium Radiowęglowego, a następnie zajął się statystyczną obróbką wyników datowań i ich probabilistyczną interpretacją. Opublikował jako autor lub współautor kilkaset prac badawczych w recenzowanych czasopismach naukowych, m.in. w Nature, Radiocarbon, The Holocene, Climatic Change, Theoretical and Applied Climatology, Aerobiologia, Human Ecology, Natural Hazards, Journal of Environmental Monitoring, Journal of Paleolimnology. Był współautorem podręcznika akademickiego Datowanie radiowęglowe (2009, wraz z Tomaszem Goslarem; Wydawnictwo AGH). Opublikował również szereg tekstów popularnonaukowych na łamach magazynów Wiedza i Życie, Magazyn Przemysłowy czy Wszechświat.

### Fotografia
Poza działalnością zawodową na przestrzeni lat amatorsko uprawiał fotografię. Tworzył m.in. pejzaże i portrety, a także z własnej inicjatywy udokumentował szereg wydarzeń naukowych i kulturalnych. W 1971 roku otrzymał III Nagrodę na II Biennale Krajobrazu Polskiego w Kielcach. Jego prace były prezentowane na szeregu wystaw indywidualnych, m.in. Człowiek wśród ludzi w Wojewódzkiej Bibliotece Publicznej w Krakowie (9 maja – 18 czerwca 2015).

### Życie prywatne
Jest żonaty, ma dwóch synów (ur. 1978 i 1985).